# Turanogonia timorensis
Turanogonia timorensis là một loài ruồi trong họ Tachinidae.